# Oswaldia immissa
Oswaldia immissa är en tvåvingeart som först beskrevs av Henry Jonathan Reinhard 1959.  Oswaldia immissa ingår i släktet Oswaldia och familjen parasitflugor. Inga underarter finns listade i Catalogue of Life.